# Dendrobium rhytidothece
Dendrobium rhytidothece är en orkidéart som beskrevs av Rudolf Schlechter. Dendrobium rhytidothece ingår i släktet Dendrobium, och familjen orkidéer. Inga underarter finns listade i Catalogue of Life.